# 岐阜芥見テレビ中継局
岐阜芥見テレビ中継局（ぎふあくたみテレビちゅうけいきょく）は、岐阜県岐阜市にあるテレビ中継局。

## 中継局概要

### デジタルテレビ
| リモコン キーID | 放送局名                              | 中継局名 | 物理 チャンネル | 空中線電力 | ERP | 放送対象 地域 | 放送区域 内世帯数 | 偏波面   |
| --------------- | ------------------------------------- | -------- | --------------- | ---------- | --- | ------------- | ----------------- | -------- |
| 1               | THK 東海テレビ放送                    | 芥見     | 15ch            | 1W         | 6W  | 中京広域圏    | 約14,100世帯      | 水平偏波 |
| 2               | NHK 名古屋教育                        | 岐阜芥見 | 34ch            | 1W         | 6W  | 全国          | 約14,100世帯      | 水平偏波 |
| 3               | NHK 岐阜総合                          | 岐阜芥見 | 29ch            | 1W         | 6W  | 岐阜県        | 約14,100世帯      | 水平偏波 |
| 4               | CTV 中京テレビ放送                    | 芥見     | 17ch            | 1W         | 6W  | 中京広域圏    | 約14,100世帯      | 水平偏波 |
| 5               | CBCテレビ                             | 芥見     | 16ch            | 1W         | 6W  | 中京広域圏    | 約14,100世帯      | 水平偏波 |
| 6               | NBN 名古屋テレビ放送 愛称「メ～テレ」 | 芥見     | 14ch            | 1W         | 6W  | 中京広域圏    | 約14,100世帯      | 水平偏波 |
| 8               | GBS 岐阜放送 愛称「ぎふチャン」       | 芥見     | 30ch            | 1W         | 6W  | 岐阜県        | 約14,100世帯      | 水平偏波 |

## 廃止された局の概要

### アナログテレビ
| チャンネル | 放送局名                        | 空中線電力        | ERP              | 放送対象 地域 | 放送区域 内世帯数 | 偏波面   | 放送終了日     |
| ---------- | ------------------------------- | ----------------- | ---------------- | ------------- | ----------------- | -------- | -------------- |
| 40ch       | NHK 岐阜総合                    | 映像10W/ 音声2.5W | 映像72W/ 音声18W | 岐阜県        | 約4,070世帯       | 水平偏波 | 2011年 7月24日 |
| 42ch       | NHK 名古屋教育                  | 映像10W/ 音声2.5W | 映像72W/ 音声18W | 全国          | 約4,070世帯       | 水平偏波 | 2011年 7月24日 |
| 46ch       | GBS 岐阜放送 愛称「ぎふチャン」 | 映像10W/ 音声2.5W | 映像72W/ 音声18W | 岐阜県        | 約4,070世帯       | 水平偏波 | 2011年 7月24日 |

## 所在地
- 岐阜市加野字新戸地 「坊ヶ洞山」（標高約150m）[1]

## 放送エリア

### デジタルテレビ
- 岐阜市及び関市の一部、約14,100世帯[2]。

### アナログテレビ
- 岐阜市芥見地区及び関市の一部地域をカバーしていた。

## 歴史

### デジタルテレビ
- 2010年4月27日 予備免許交付
- 2010年5月11日 試験放送開始
- 2010年6月17日 免許交付[3]
- 2010年6月22日 放送開始

### アナログテレビ
- 1970年11月頃 NHK岐阜芥見テレビジョン中継放送所が開局。
- 1978年11月14日 GBS岐阜放送・芥見テレビジョン放送局が開局。
- 2011年7月24日 全局廃局となった。

## その他

### デジタルテレビ
- 中京広域圏民放4局（CBC・THK・NBN・CTV）はデジタル新局として開局[4]。

### アナログテレビ
- 中京広域圏民放4局（CBC・THK・NBN・CTV）は置局されていないため、名古屋親局あるいは周辺局を受信していた。
- 受信元については、以下の通り。
  - NHK（岐阜総合・名古屋教育）：岐阜日野中継局
  - GBS岐阜放送：岐阜親局